# Coupe du monde de BMX 2017
Navigation
2016 2018
La 15e édition de la coupe du monde de BMX a lieu du 6 mai au  17 septembre 2017. Cette année, 3 villes étapes organisent chacune 2 épreuves consécutivement.

## Hommes élites

### Résultats
| #  | Lieu                | Date         | Vainqueur       | Deuxième          | Troisième       | Leader du classement général |
| -- | ------------------- | ------------ | --------------- | ----------------- | --------------- | ---------------------------- |
| 1. | Papendal            | 6 mai        | Sylvain André   | Dave van der Burg | Twan van Gendt  | Sylvain André                |
| 2. | Papendal            | 7 mai        | Joris Daudet    | Tory Nyhaug       | Connor Fields   | Joris Daudet                 |
| 3. | Heusden-Zolder      | 13 mai       | Connor Fields   | Dave van der Burg | Edžus Treimanis | Connor Fields                |
| 4. | Heusden-Zolder      | 14 mai       | Twan van Gendt  | Sylvain André     | Romain Mahieu   | Sylvain André                |
| 5. | Santiago del Estero | 16 septembre | Exequiel Torres | Gonzalo Molina    | Sylvain André   | Sylvain André                |
| 6. | Santiago del Estero | 17 septembre | Connor Fields   | Carlos Ramírez    | Sylvain André   | Sylvain André                |

### Classement général
| Pos | Coureur           | Pays            | Total |
| --- | ----------------- | --------------- | ----- |
| 1   | Sylvain André     | France          | 645   |
| 2   | Connor Fields     | États-Unis      | 620   |
| 3   | Tory Nyhaug       | Canada          | 535   |
| 4   | Dave van der Burg | Pays-Bas        | 495   |
| 5   | Twan van Gendt    | Pays-Bas        | 460   |
| 6   | Carlos Ramírez    | Colombie        | 370   |
| 7   | Corben Sharrah    | États-Unis      | 345   |
| 8   | Niek Kimmann      | Pays-Bas        | 325   |
| 9   | Gonzalo Molina    | Argentine       | 295   |
| 10  | Kyle Evans        | Grande-Bretagne | 285   |

## Femmes élites

### Résultats
| #  | Lieu                | Date         | Vainqueur      | Deuxième             | Troisième          | Leader du classement général |
| -- | ------------------- | ------------ | -------------- | -------------------- | ------------------ | ---------------------------- |
| 1. | Papendal            | 6 mai        | Laura Smulders | Yaroslava Bondarenko | Judy Baauw         | Laura Smulders               |
| 2. | Papendal            | 7 mai        | Laura Smulders | Mariana Pajón        | Lauren Reynolds    | Laura Smulders               |
| 3. | Heusden-Zolder      | 13 mai       | Mariana Pajón  | Simone Christensen   | Stefany Hernández  | Laura Smulders               |
| 4. | Heusden-Zolder      | 14 mai       | Laura Smulders | Simone Christensen   | Stefany Hernández  | Laura Smulders               |
| 5. | Santiago del Estero | 16 septembre | Mariana Pajón  | Laura Smulders       | Simone Christensen | Laura Smulders               |
| 6. | Santiago del Estero | 17 septembre | Mariana Pajón  | Laura Smulders       | Mariana Díaz       | Laura Smulders               |

### Classement général
| Pos | Coureuse             | Pays      | Total |
| --- | -------------------- | --------- | ----- |
| 1   | Laura Smulders       | Pays-Bas  | 790   |
| 2   | Mariana Pajon        | Colombie  | 735   |
| 3   | Simone Christensen   | Danemark  | 650   |
| 4   | Yaroslava Bondarenko | Russie    | 600   |
| 5   | Judy Baauw           | Pays-Bas  | 485   |
| 6   | Stefany Hernandez    | Venezuela | 480   |
| 7   | Natalia Suvorova     | Russie    | 365   |
| 8   | Ruby Huisman         | Pays-Bas  | 360   |
| 9   | Priscilla Carnaval   | Brésil    | 320   |
| 10  | Lauren Reynolds      | Australie | 295   |